# Alois Löser
Alois Löser, meglio conosciuto come frère Alois (Nördlingen, 11 giugno 1954), è un monaco cristiano tedesco con cittadinanza francese.
Dalla morte di frère Roger, avvenuta il 16 agosto 2005 è stato il priore della Comunità di Taizé fino al 2023. Infatti, in conformità alla Regola di Taizé, secondo la quale il priore della comunità designa un fratello per assicurare la continuità dopo di lui, frère Alois ha effettuato una consultazione tra tutti i fratelli e ha ceduto proprio nel 2023 il suo incarico di priore a frère Matthew, inglese e di confessione anglicana. Il cambio di priore è avvenuto sabato 2 dicembre 2023, durante la preghiera della sera, all’inizio del periodo di Avvento e di un nuovo Anno Liturgico.
A differenza del suo predecessore, frère Roger, che era calvinista, frère Alois è cattolico.

## Biografia
Frère Alois è nato nel 1954 in Baviera dove i suoi parenti si erano stabiliti dopo che furono espulsi dalla Cecoslovacchia al termine della Seconda guerra mondiale in quanto di origini tedesche.
Crebbe a Stoccarda dove in gioventù fu chierichetto e animatore presso la parrocchia di St. Nikolaus sita nella zona est della medesima città. In seguito studiò teologia a Lione, senza comunque diventare prete. Quando visitò la comunità di Taizé per la prima volta ne fu profondamente impressionato. Egli divenne presto un permanente (un laico che sceglie di vivere a Taizé per un periodo prolungato) ed in seguito, nel 1974, un membro della comunità.
Frère Alois, scelto da frère Roger come suo successore nel 1998, è divenuto priore di Taizé dopo la tragica morte di quest'ultimo nel 2005. Negli ultimi anni frère Alois ha rappresentato la comunità in numerosi eventi pubblici e ha concesso un gran numero di interviste. Egli è inoltre conosciuto per il suo talento musicale e ha scritto molti dei più recenti canoni di Taizé che sono cantati in tutto il mondo.